# Griesinger-Zeichen
Unter dem Griesinger-Zeichen (Wilhelm Griesinger, Neurologe, Berlin, Kairo, 1817–1868) versteht man ein druckschmerzhaftes Ödem und eine Erweiterung von Venen hinter dem Processus mastoideus des Schläfenbeins bei Thrombose des Sinus transversus cerebri (siehe auch Sinusthrombose).

## Pathophysiologie
Die Thrombose des Sinus transversus cerebri ist eine gefürchtete Komplikation der eitrigen Mittelohrentzündung (Otitis media) und der eitrigen Mastoiditis. Hierbei kommt es zur Ausbildung eines Abszesses, der die Dura (harte Hirnhaut) durchbricht und eine Thrombose im Sinus hervorruft. Diese kann sich weiter ausbreiten und schließlich zu einer Beeinträchtigung des Blutabflusses aus dem hinteren Halsbereich und zum Übertritt von Flüssigkeit in das Gewebe (Ödem) mit begleitender Druckschmerzhaftigkeit führen. Selten wird die Symptomatik auch in Abwesenheit einer Infektion beobachtet.